# José Puente y Brañas

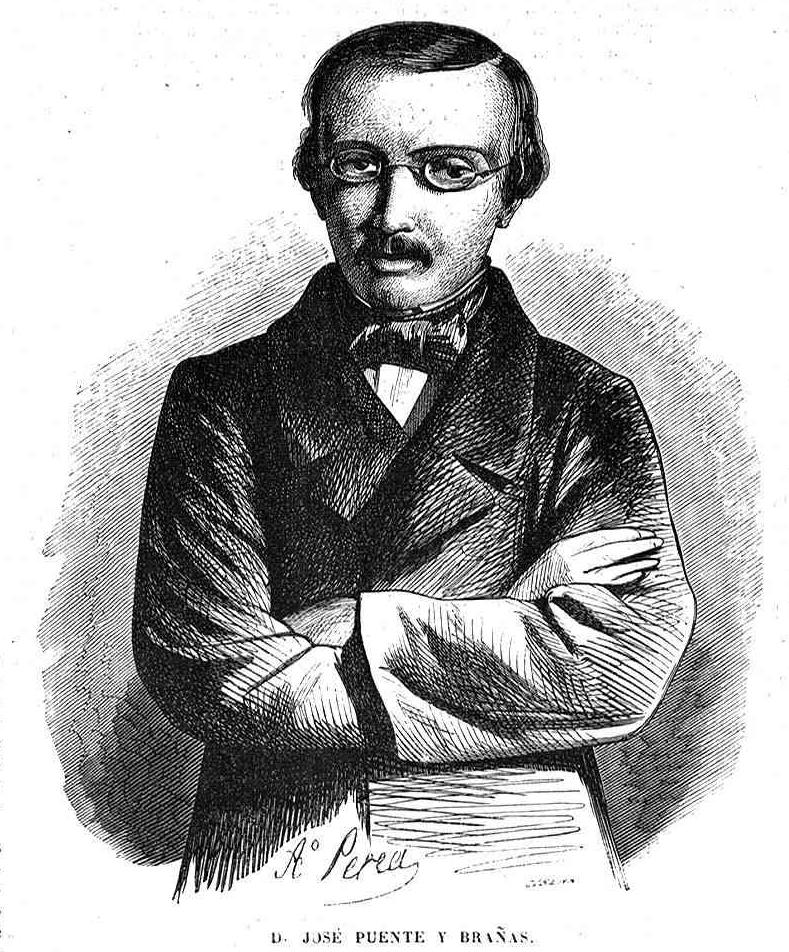
Retrato de José Puente y Brañas en El Museo Universal.

José Puente y Brañas (La Coruña, 12 de julio de 1824-La Coruña, 10 de julio de 1857) fue un poeta, dramaturgo y periodista español.

## Biografía
Nació en la ciudad gallega de La Coruña el 12 de julio de 1824. Estudió Filosofía en la Universidad de Santiago y en esta y en la Universidad Central de Madrid la carrera de Leyes, recibiéndose de abogado en 1845. Fue catedrático del Instituto de La Coruña, donde enseñó retórica y poética. Cultivó la poesía, el drama: fue autor de obras como los dramas María Pita, El juramento cumplido o La minoría de Carlos; comedias como Un amigo o el Gabán blanco, además de otras obras como Cada cual atienda a su juego, La mesa giratoria y Manolo; las leyendas La mitra del abad, Alonso Pita da Veiga o La virgen de Benecal; y el romance Doncel del rey don Juan. Falleció en su ciudad natal el 10 de julio de 1857, en una época en la que era director del periódico Iris de Galicia.